# Mickel Nilsson
Mickel Nilsson, lagman i Uppland (död 1528) har fått tillnamnet 'Halvhjort av Ärnäs', men har tidigare haft tillnamnet 'Krumme'. Även hans dotter Brita (som levde 1561) kallas 'Halvhjort av Ärnäs'. De har också fått tillnamnet 'Svarte Skåning'. Dessutom har man angett att de förde vapnet 'båt med två drakhuvuden'. Båda dessa uppgifter beror troligen på en sammanblandning med en äldre namne till Mickel Nilsson, vilken man (troligen felaktigt) gissade var son till Nils Svarte Skåning.
Sist i artikeln om Halvhjort i Svenskt Biografiskt Lexikon påpekas att släktnamnet 'Halvhjort av Ärnäs' troligen tillkommit genom en sammanblandning av två personer. Upplands-lagmannen Mickel Nilsson (död 1528) i Ärnäs, Kärnbo (Söd), förde i vapnet ett fyrfota djur, troligen en björn. Och Mickel Nilsson (död omkring 1529) i Björnskog, Hultsjö (Jönk), verkar ha fört halvhjortsvapnet.